# Paradoja de la serpiente

Ilustración de la serpiente.

La paradoja de la serpiente es una paradoja de tipo condicional basada en una suposición. 
Dice así:

Si una serpiente empieza a comerse su cola y acaba comiéndose absolutamente todo su cuerpo, ¿Dónde estaría la serpiente, si está dentro de su estómago, que a su vez está dentro de ella?

## Usos
La paradoja de la serpiente se ha utilizado desde tiempos remotos en diferentes lugares del mundo, de manera filosófica y religiosa para expresar la infinidad y el retorno de las cosas; un ejemplo claro es el Uróboros. También es ilustrada de forma similar en la mitología nórdica mediante la serpiente de Jormungand.
Se emplea además como expresión para ilustrar la idea de lo perjudicial que puede ser uno mismo a raíz de propias características o modos de actuar.